# Хельмерих фон Рехберг
Хельмерих фон Рехберг (нем. Helmerich von Rechberg, встречается также рус. Хельмерик фон Рехенберг) — ландмейстер Тевтонского Ордена в Пруссии с 1262 по 1263 годы. В этот период по-прежнему продолжалось Второе прусское восстание года, начавшееся в 1260 году. По некоторым данным, в 1262 году являлся исполняющего обязанности ливонского ландмейстера.